# Кфар-Бялик
Кфар-Бялик (ивр. כְּפַר בְּיַאלִיק‎) — мошав на севере Израиля, расположенный недалеко от Кирьят-Бялика в границах регионального совета Звулун и являющийся самым северным населенным пунктом в нём. Мошав назван в честь поэта Хаима Нахмана Бялика, который умер примерно за месяц до основания поселения.

## История
Мошав был основан в 1934 году на землях Национального фонда Израиля репатриантами из Германии, организованным Министерством по расселению немецких евреев, как сельскохозяйственный кооператив. В 1941 году в Кфар-Бялик на площади 500 дунамов проживало 28 семей. Основным промыслом в деревне был коровник, в котором содержалось около 100 коров. Кроме того, здесь было 100 дунамов фруктовых деревьев и 100 дунамов овощей. В 1962 году между мошавами Кфар-Бялик и Оша разгорелся земельный спор на площади около 67 дунамов.
В 90-х годах XX века в Кфар-Бялик проживало около 130 жителей. Следуя резолюциям 727 и 737 Земельной администрации Израиля, администрация мошава попытался способствовать расширению поселения примерно на 90 единиц жилья и реализации совместного строительного проекта с бизнесменом и застройщиком Гади Зеэви. Однако из-за несогласия одного из землевладельцев, разногласий с муниципалитетом Кирьят-Бялика по поводу футбольного поля, находившегося на территории, предназначенной для расширения, а также из-за внутренних конфликтов между членами мощава расширение не было осуществлено. Сначала оно продвигались с необходимой скоростью, но после того, как Верховный суд отменил решение администрации № 737 по ходатайству, планы были отменены.
С самого начала заселения места, близкого к градостроительным центрам, на повестке дня стоял вопрос о необходимости расчистки сельскохозяйственных территорий для будущей городской застройки. Уже в начале 1940-х годов существовавший Земельный фонд настаивал на том, чтобы в договоре аренды сельскохозяйственных угодий было оговорено, что в случае необходимости крестьяне освободят сельскохозяйственные площади для городского строительства. В 2016 году окружной суд отклонил возражение жителей Кфар-Бялика против расширения района Гиват-Харакафот в Кирьят-Бялике на том основании, что расширение нанесёт ущерб сельскому хозяйству деревни. Суд принял довод планового комитета о том, что земли были переданы Кфару Бялику временно и что государство имеет право потребовать вернуть земли для строительства . В 2019 году был утвержден национальный генеральный план, согласно которому Кирьят-Ата будет расширена примерно на 11 000 единиц жилья. В рамках плана было определено, что Кфар Бялик должен будет вернуть государству дополнительно примерно 1.4 квадратных километров из земельного участка деревни, что составит 2 квадратных километра, из которых 1 квадратный километр будет отведён под парк, а остальная часть — под строительство. В 2023 году Верховный суд обязал Национальный совет по планированию и строительству пересмотреть объём изъятия земель из Кфар-Бялика в свете глубокого ущерба, нанесенного его сельскохозяйственному характеру, когда большая часть его земель была изъята.

## Население
По данным Центрального статистического бюро Израиля, население на начало 2020 года составляло 855 человек.

## Учреждения в поселке
В 40—50-х годах в Кфар-Бялик действовало учреждение «Любовь» для детей и юношества.
В границах мошава находится технологический лицей «Яадим», а также крупнейший сельскохозяйственный питомник в Израиле «Миштелет-Шафер».

## Галерея
- Улица в мошаве